# 明代张简墓地
明代张简墓地位于中华人民共和国天津市静海区良王庄乡白杨树村西，西距运河约30米、白杨树村西部一厂房院内，当地人称“小寨张”墓。文化大革命前“小寨张”墓有本村人看管，当时很有规模，墓道内有石狮子两对，望天吼，石羊、石马，石人，石龟，并且有碑刻一通。文化大革命中大部分石雕被毁，墓地被严重破坏，无人管理，据村民反映，一对保存较好的石人（高约2米）。石马（高约1.5米）和砸毁的部分石雕埋于地下，石羊在村民建房时头部被破坏，一对石狮子，高约1.5米。现放置在该村一工厂门口。此墓葬主人系杨成庄乡小寨村人，姓张，结合墓葬形制和县志记载，初步判定为明代张简。